# Tuopanjärvi
Tuopanjärvi är en sjö i Finland. Den ligger i kommunen Juga i landskapet Norra Karelen, i den sydöstra delen av landet, 400 km nordost om huvudstaden Helsingfors. Tuopanjärvi ligger 123,4 meter över havet. Den är 17,4 meter djup. Arean är 3,17 kvadratkilometer och strandlinjen är 18,36 kilometer lång. Sjön  ingår i Vuoksens huvudavrinningsområde.   I omgivningarna runt Tuopanjärvi växer i huvudsak blandskog.
I övrigt finns följande i Tuopanjärvi:
- Multasaari (en ö)